# Goethestraße 21 (Mönchengladbach)

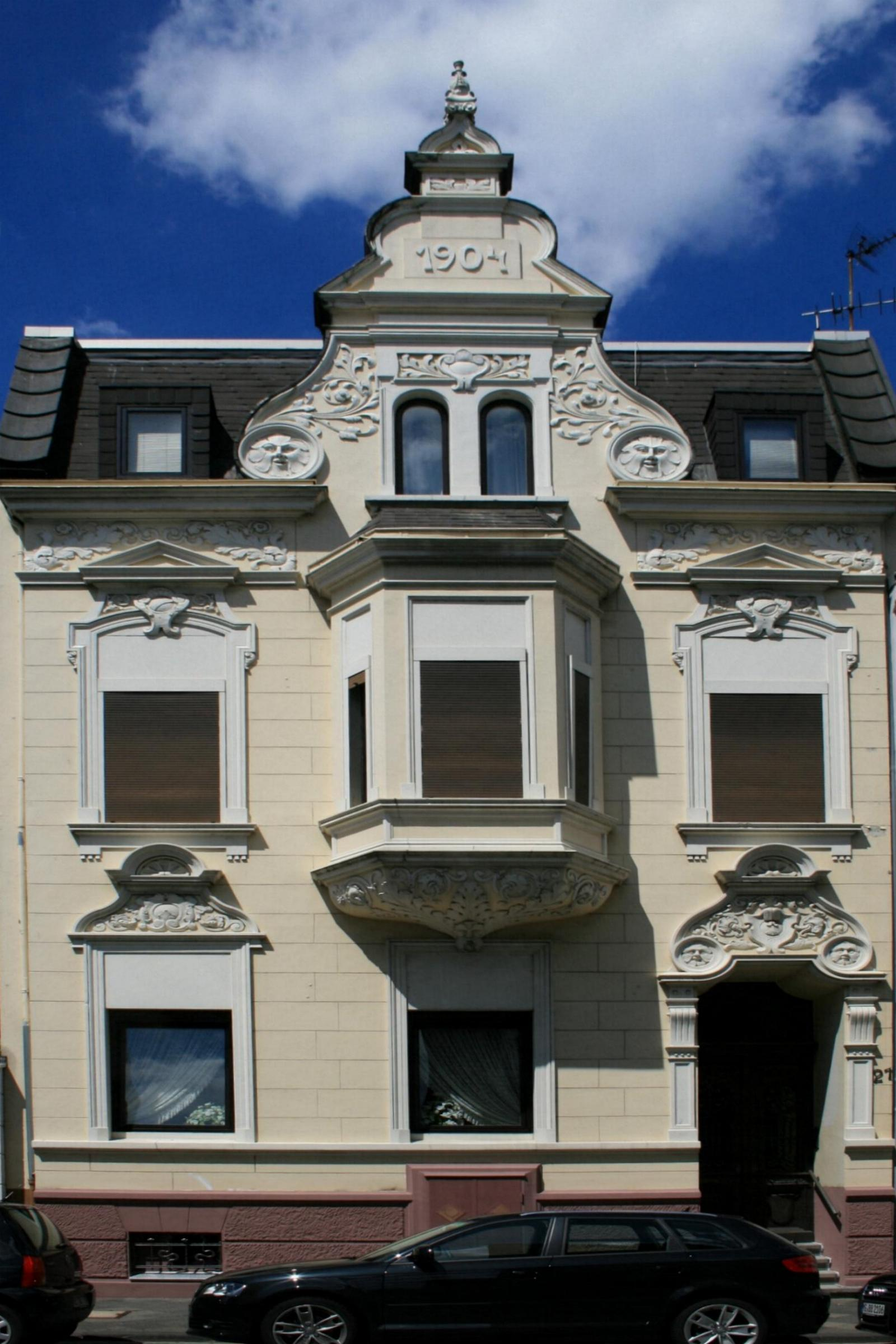
Wohnhaus (2010)

Das Wohnhaus Goethestraße 21 steht in Mönchengladbach (Nordrhein-Westfalen).
Das Gebäude wurde 1904 erbaut. Es ist unter Nr. G 014 am 14. Oktober 1986 in die Denkmalliste der Stadt Mönchengladbach eingetragen worden.

## Lage
Die Goethestraße liegt in der gründerzeitlichen Erweiterung der Stadt Mönchengladbach in Richtung Eicken. Sie gehört mit mehreren anderen Straßen zu einer historischen Bebauung, die sich vielfach unversehrt erhalten hat.

## Architektur
Das Haus Nr. 21 ist ein zweigeschossiger, traufenständiger, schiefergedeckter Bau in drei Achsen auf hohem Kellergeschoss. Das Baujahr zeigt der Giebel des Dacherkers mit 1904 an.
Als zurückhaltendes Beispiel eines Baues mit leichten Anklängen an Jugendstilornamentik ist dieses Haus in Anbetracht seines Standortes und aus stilistischen Erwägungen schützenswert.